# Tordylium elegans
Tordylium elegans là một loài thực vật có hoa trong họ Hoa tán. Loài này được (Boiss. & Balansa) Alava miêu tả khoa học đầu tiên năm 1971.